# Scott Smith (Fußballspieler, 1995)
Scott Smith (* 21. Juli 1995 in Perth) ist ein schottischer Fußballspieler, der zuletzt bei Dundee United spielte.

## Karriere
Scott Smith wurde 1995 im schottischen Perth geboren. Anfang der 2000er Jahre begann er im Kindesalter seine Fußballkarriere. Er spielte dabei zunächst für den in unmittelbarer Entfernung der Stadt Dundee liegenden Longforgan Boys Club aus dem gleichnamigen Stadtteil von Perth. Später wechselte der junge Mittelfeldspieler in die Youth Academy von Dundee United. Für den Verein spielte Smith bis zum Jahr 2014 zunächst in verschiedenen Juniorenmannschaft. Am 30. Spieltag der Saison 2013/14 gab Smith sein Profidebüt, als er in der Partie gegen Heart of Midlothian für Nadir Çiftçi eingewechselt wurde. Bis zum Saisonende sollte Smith unter Manager Jackie McNamara noch ein weiteres Ligaspiel am vorletzten Spieltag absolvieren. Dabei handelte es sich um das New Firm, dem Derby gegen den FC Aberdeen. In der Spielzeit darauf folgte ein weiter Einsatz im Trikot der Terrors, bevor er von November 2014 bis Januar 2015 Leihweise beim schottischen Drittligisten Forfar Athletic aktiv war, und für diesen sieben Pflichtspiele absolvierte. Im August 2015 wurde Smith bis Januar 2016 an den Airdrieonians FC verliehen. Nachdem sein Vertrag bei Dundee United aufgelöst wurde, heuerte er drei Monate später bei seinem Ex-Club Forfar Athletic FC an. Er blieb dort jedoch nur wenige Monate. Im Juli 2017 wechselte Smith nämlich zum Elgin City FC, wo sein Vertrag nach zwei Jahren wieder aufgelöst wurde.